# Dirk V av Holland
Dirk V av Holland, född 1052, död 1091, var regerande greve av Holland 1061–1091.